# Noventa Vicentina
Noventa Vicentina (velenceiül Noenta Visentina) település Olaszországban, Veneto régióban, Vicenza megyében. Lakosainak száma 8952 fő (2023. január 1.). Noventa Vicentina Agugliaro, Campiglia dei Berici, Ospedaletto Euganeo, Poiana Maggiore, Sossano, Lozzo Atestino és Borgo Veneto községekkel határos.

## Népesség
A település népességének változása:
| Lakosok száma | 8872 | 8900 | 9015 | 8952 |
|               | 2017 | 2018 | 2019 | 2023 |